# Maypearl
Maypearl – miasto w Stanach Zjednoczonych, w stanie Teksas, w hrabstwie Ellis.